# International Superstar Soccer 64
International Superstar Soccer 64 (ufficialmente abbreviato in ISS64 e conosciuto come Jikkyou World Soccer 3 in Giappone) è un videogioco calcistico sviluppato da Konami per la serie International Superstar Soccer, pubblicato nel 1996.
Il gioco presenta delle caratteristiche simili al suo predecessore per SNES, International Superstar Soccer Deluxe, ma migliorato con animazioni 3D e un gameplay più fluido e rapido.

## Modalità di gioco
Sono presenti 6 modalità di gioco differenti.
Open Game: partita amichevole contro il computer o un altro giocatore con possibilità di scelta dello stadio, tempo e ora del giorno, nonché handicap della partita (condizioni del giocatore, forza del portiere e numero di giocatori sul campo, da 7 a 11). È possibile anche fare da spettatore per una partita CPU vs CPU.
Coppa Internazionale: una modalità equivalente alla Coppa del Mondo a 32 squadre, che il giocatore dovrà affrontare partendo dalle qualificazioni regionali.
World League: una lega con 36 squadre che si affrontano in due turni di andata e ritorno
Scenario: 16 scenari che ripercorrono spezzoni di partite realmente giocate. La partita inizia a match già in corso in differenti situazioni, e, a seconda della difficoltà, il giocatore deve amministrare una vittoria (nelle partite più facili) o vincere una partita rompendo un pareggio o capovolgendo il risultato (in difficoltà più alte).
Modalità calcio di rigore: la classica serie di 5 calci di rigore a testa per squadra dove in caso di pareggio si procede ad oltranza.
Allenamento: sono presenti 3 modalità di allenamento. Allenamento libero in cui si corre liberamente per il campo con la possibilità di provare i comandi e le varie situazioni di gioco. Free kick, l'allenamento sui calci di punizioni. Corner kick, allenamento sui calci d'angolo

## Squadre

### Europa 1
- Germania
- Francia
- Italia
- Svizzera
- Norvegia
- Danimarca

### Europa 2
- Svezia
- Spagna
- Portogallo
- Paesi Bassi
- Belgio*
- Austria*

### Europa 3
- Grecia*
- Inghilterra
- Galles*
- Scozia*
- Irlanda*
- Irlanda del Nord*

### Europa 4
- Russia
- Croazia
- Romania
- Bulgaria
- Repubblica Ceca
- Polonia*

### Asia Africa
- Giappone
- Corea del Sud
- Turchia
- Camerun
- Nigeria
- Sudafrica

### Nord Centro e Sud America
- Brasile
- Argentina
- Colombia
- Messico
- Uruguay
- Stati Uniti

(*)Esclusive della versione americana ed europea

### Squadre Esclusive della versione giapponese
- Iran
- Arabia Saudita
- Emirati Arabi Uniti
- Paraguay
- Bolivia
- Canada
- Jugoslavia
- Australia

## Stadi
- Euro Centre Stadium
- Euro International Stadium
- Asian Stadium
- African Stadium
- S.A. Main Stadium

## Mundial Ronaldinho Soccer 64
Nel 1998 è uscito un bootleg distribuito solo in Brasile chiamato Mundial Ronaldinho Soccer 64, realizzato dallo sviluppatore peruviano Lobsang "Mr. Byte" Alvites. Il gameplay rimane sostanzialmente invariato, fatta eccezione per i nomi dei giocatori che sono quelli reali. I cambiamenti più evidenti li troviamo nella title screen, che presenta due foto di Ronaldo e un paio di piccoli fiori agli angoli, e nella telecronaca in portoghese. L'introduzione di questa versione è diventata un meme popolare nel 2020.